# Ukraine Juniors 2014
Das Ukraine Juniors 2014 als bedeutendstes internationales Nachwuchsturnier der Ukraine im Badminton fand vom 27. bis zum 30. August 2014 in Dnipropetrowsk statt.

## Sieger und Platzierte
| Disziplin    | Gold                                    | Silber                            | Bronze                                 |
| ------------ | --------------------------------------- | --------------------------------- | -------------------------------------- |
| Herreneinzel | Oleksandr Shmundiak                     | Oleksandr Kolesnik                | Ivan Druzchenko                        |
| Herreneinzel | Oleksandr Shmundiak                     | Oleksandr Kolesnik                | Artem Tkachuk                          |
| Dameneinzel  | Maryna Iljinska                         | Anna Mikhalkova                   | Anna Andrushko                         |
| Dameneinzel  | Maryna Iljinska                         | Anna Mikhalkova                   | Yelyzaveta Kryachko                    |
| Herrendoppel | Oleksandr Shmundiak Vladyslav Stepanets | Danylo Bosniuk Denys Danylov      | Vladyslav Buldenko Oleksandr Kolesnik  |
| Herrendoppel | Oleksandr Shmundiak Vladyslav Stepanets | Danylo Bosniuk Denys Danylov      | Ivan Druzchenko Artem Tkachuk          |
| Damendoppel  | Maryna Iljinska Anna Mikhalkova         | Yaroslava Gaiduk Oksana Zhovanik  | Maria Bragar Yelizaveta Shapovalova    |
| Damendoppel  | Maryna Iljinska Anna Mikhalkova         | Yaroslava Gaiduk Oksana Zhovanik  | Yelyzaveta Kryachko Yelena Shynkarenko |
| Mixed        | Oleksandr Shmundiak Maryna Iljinska     | Ivan Druzchenko Anastasiya Kucher | Artem Tkachuk Anna Mikhalkova          |
| Mixed        | Oleksandr Shmundiak Maryna Iljinska     | Ivan Druzchenko Anastasiya Kucher | Oleksandr Kolesnik Yaroslava Gaiduk    |